# High School Musical: Get in the Picture
“High School Musical: Get in the Picture” é um Reality Show de Televisão, com estreia em 20 de Julho, no canal ABC.  Stan Carrizosa é o nome do vencedor. Tierney Chamberlain was the runner up. Para se ter um exemplo é quase como o HSM - A Seleção feito pelo canal Disney Channel no Brasil. É uma série de franquia Disney. Nick Lachey é o apresentador. O Show é conduzido por júri popular. O grande vencedor foi Stan Carrizosa.

## Grande Prêmio
Gravar um CD com a Hollywood Records, e a música 
"Just Getting Started" para estar nos créditos do filme 
High School Musical 3: Senior Year.

## Local das Gravações
Get in the Picture foi gravado em Utah, no mesmo local em que foi gravado o filme High School Musical: Senior Year.

## Top 12 Participantes
| Nome                | Cidade Natal       | Status         |
| ------------------- | ------------------ | -------------- |
| Stan Carrizosa      | Visalia, CA        | Vencedor       |
| Tierney Chamberlain | Madison, WI        | Segundo Lugar  |
| Isaiah Smith        | Pittsburgh, PA     | Terceiro Lugar |
| Christina Brown     | Nanakuli, HI       | Quarto Lugar   |
| James Wolpert       | Strasburg, PA      | Eliminado      |
| TJ Wilkins          | Los Angeles, CA    | Eliminado      |
| Shayna Goldstein    | Denver, CO         | Eliminado      |
| Bailey Purvis       | Baton Rouge, LA    | Eliminado      |
| Anthony Acito       | Quincy, MA         | Eliminado      |
| Ether Saure         | Lincoln, NE        | Eliminado      |
| Christie Brooke     | Ka'a'awa, HI       | Eliminado      |
| Briana Vega         | Winter Springs, FL | Eliminado      |

## Apresentações
| Música   | "Torn"            |
| Artista  | Natalie Imbruglia |
| Cantores | James and Tierney |

| Música   | "Leave the Pieces" |
| Artista  | The Wreckers       |
| Cantores | Briana and Tony    |

| Música   | "I Want It That Way" |
| Artista  | The Backstreet Boys  |
| Cantores | Bailey and John      |

|          |                      |
| Música   | " Bubbly"            |
| Artista  | Colbie Caillat       |
| Cantores | Anthony and Jessalyn |

| Música   | "Change the World" |
| Artista  | Eric Clapton       |
| Cantores | Isaiah and Ciara   |

Eliminados : Ciara, Jessalyn, John e Tony
Semi Finais
| Música   | "Everything"       |
| Artista  | Michael Buble      |
| Cantores | Stan and Christina |

| Música   | "You'll Think of Me" |
| Artista  | Keith Urban          |
| Cantores | Shayna and TJ        |

| Música   | "Hold My Hand"          |
| Artista  | Hootie and the blowfish |
| Cantores | Ether and Lauren        |

|          |                      |
| Música   | "Vacation"           |
| Artista  | Go-Go's              |
| Cantores | Christie and Madison |

| Música   | " Inside Out"    |
| Artista  | Eve 6            |
| Cantores | Britney and Sean |

Eliminados: Sean, Britney, Madison e Lauren
Top 12
| Música   | "Unwritten"              |
| Artista  | Natasha Bedingfield      |
| Cantores | Tierney, Stan and Isaiah |

| Música   | "There's Always Someone Cooler Than You" |
| Artista  | Ben Folds                                |
| Cantores | Bailey, Anthony and Christie             |

| Música   | "The Remedy"            |
| Artista  | Jason Mraz              |
| Cantores | James, Shayna and Ether |

|          |                          |
| Música   | "Man in the Mirror"      |
| Artista  | Micheal Jackson          |
| Cantores | TJ, Christina and Briana |

Send to the chorus : Christie and Briana

Melhor Performance : Tierney
Top 10
| Música   | "Bleeding Love"  |
| Artista  | Leona Lewis      |
| Cantores | James and Bailey |

| Música   | "Austin"        |
| Artista  | Blake Shelton   |
| Cantores | Shayna and Stan |

| Música   | "Boston"             |
| Artista  | Augustana            |
| Cantores | Isaiah and Christina |

|          |                    |
| Música   | "I Don't Wanna Be" |
| Artista  | Gavin DeGraw       |
| Cantores | TJ and Anthony     |

| Música   | "One Year, Six Months" |
| Artista  | Yellowcard             |
| Cantores | Tierney and Ether      |

Send to chorus : Anthony and Ether

Melhor Performance: Isaiah
Top 8
| Músicas  | "Welcome to My Life" and "It's All Been Done"                   |
| Artistas | Simple Plan and Barenaked Ladies                                |
| Cantores | James, Christina, Tierney, Isaiah, TJ, Stan, Shayna, and Bailey |

Send to chorus : Shayna and Bailey

Melhor Performance: Tierney
Top 6
| Músicas    | Tv Themes of One Day At A Time / Mary Tyler Moore / Greatest American Hero / Cheers |
| Artistas   |                                                                                     |
| Performers | James, Christina, Tierney, Isaiah, TJ and Stan                                      |

Send to chorus : TJ

Melhor Performance: Christina
Top 5 

Músicas Anos 80s

Send to chorus : James

Melhor Performance: Isaiah